# Contea di Walton (Georgia)
La contea di Walton (in inglese Walton County) è una contea dello Stato della Georgia, negli Stati Uniti. La popolazione al censimento del 2000 era di 60 687 abitanti. Il capoluogo di contea è Monroe.